# Skepperia zeylanica
Skepperia zeylanica är en svampart som beskrevs av Petch 1917. Skepperia zeylanica ingår i släktet Skepperia och familjen Thelephoraceae.   Inga underarter finns listade i Catalogue of Life.